# Pteris changjiangensis
Pteris changjiangensis är en kantbräkenväxtart som beskrevs av X.L.Zheng och F.W.Xing. Pteris changjiangensis ingår i släktet Pteris och familjen Pteridaceae. Inga underarter finns listade.